# 威廉·杜兰特
威廉·克拉波·杜兰特（英語： 1861年12月8日—1947年3月18日），也称为比利·杜兰特（Billy Durant），美国汽车工业先驱，他创造了由同一公司注册多个相互独立的品牌这一新的企业体系。 杜兰特还与弗雷德里克·史密斯共同创立了通用汽车公司，并与路易斯·雪佛兰共同创立了雪佛兰品牌。